# Corpo italiano di soccorso dell'Ordine di Malta
Il Corpo italiano di soccorso dell'Ordine di Malta è una fondazione di diritto melitense con finalità di protezione civile, sociale, sanitario assistenziale, umanitario e di cooperazione, strumentale al Sovrano Ordine di Malta. Il Corpo opera per portare assistenza e pronto soccorso alle persone in stato di necessità anche in collaborazione con il Dipartimento della protezione civile.

## Storia

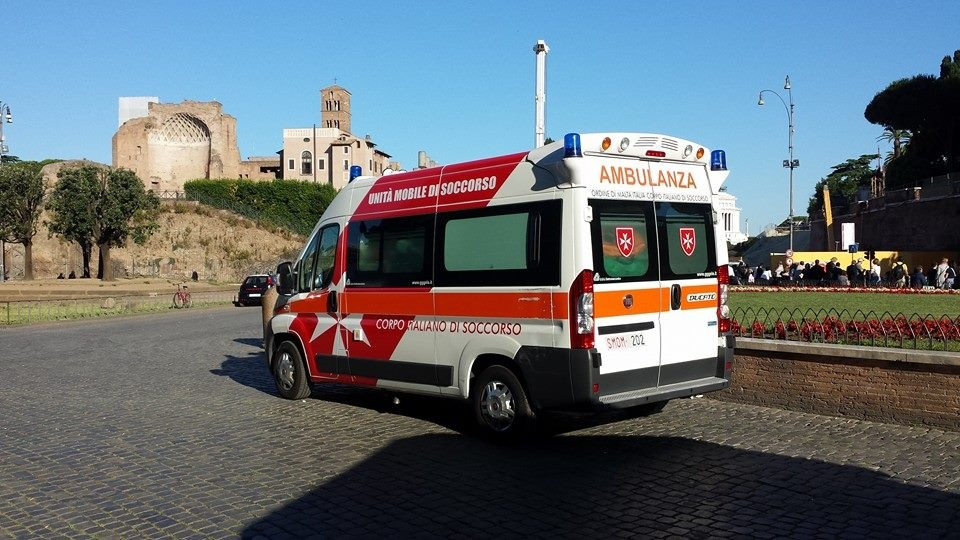
Ambulanza del Corpo

Il Corpo italiano di soccorso dell'Ordine di Malta (CISOM) viene fondato ufficialmente il 24 giugno 1970 quale Corpo di volontariato ad ordinamento civile dell'Associazione dei cavalieri italiani del Sovrano Militare Ordine di Malta (ACISMOM). L'istituzione venne sancita in occasione dell'approvazione del suo regolamento, con decreto magistrale n. 502/9860, a firma del Gran Maestro Fra' Angelo de Mojana di Cologna. In quegli anni, i giovani del nascente CISOM intervennero quali soccorritori in occasione di gravi calamità: nella valle del Belice poi in Friuli, in Kenya dove fu aperto un piccolo ospedale maternità, fino al terremoto dell'Irpinia. Fu in quella disgrazia che l'enorme desiderio di collaborazione e l'entusiasmo di tanti portò a rendere operativa una struttura che era ancora solo predisposta ma che iniziò a vivere da quella bellissima esperienza di aiuto e conforto.
Nel 1980 a Monte Penice fu organizzato il primo Campo per portatori di Handicap che diede origine negli anni successivi al "Campo internazionale per giovani disabili" con la presenza di partecipanti provenienti da più di venti Paesi diversi. Nel 1991, per iniziativa del Gran Cancelliere Felice Catalano di Melilli, il Ministero della Protezione civile riconobbe ufficialmente la presenza del CISOM come struttura di Protezione civile per l'Italia del Sovrano Militare Ordine di Malta. Il 28 gennaio 1991 venne firmato dal Ministro per la Protezione civile e dal Gran Cancelliere un accordo, pubblicato sulla G.U. nº 164 del 15 luglio 1991, che stabilisce i ruoli che ognuna delle due parti assume nel campo della protezione civile.
Il CISOM, sin dalla sua nascita, ha sviluppato l'originaria vocazione medico-sanitaria ed implementato, a seguito della sottoscrizione di un accordo bilaterale in materia di assistenza in caso di gravi calamità (1991) tra il Sovrano Militare Ordine di Malta e la Repubblica Italiana, le proprie capacità logistiche e operative nei diversi settori di protezione civile. In virtù del predetto accordo il Corpo è inserito nell'elenco centrale delle organizzazioni di Protezione civile  Archiviato il 26 luglio 2016 in Internet Archive. di rilevanza nazionale presso la Presidenza del Consiglio dei Ministri - Dipartimento della Protezione civile e partecipa alle attività della Consulta nazionale del volontariato di Protezione civile, istituita con decreto del Presidente del Consiglio dei ministri il 25 gennaio 2008.
Con decreto n. 7226 del Sovrano Consiglio del SMOM del 1º ottobre 2011, il CISOM viene trasformato in una fondazione di diritto melitense con personalità giuridica pubblica riconosciuto dalla Repubblica Italiana come previsto dall'art. 8 dell'accordo tra il Governo della Repubblica Italiana ed il Sovrano Militare Ordine di Malta del 17 maggio 2012, pubblicato sulla G.U. della Repubblica italiana n. 9 dell'11 gennaio 2013 .
Attualmente il Corpo conta più di 90 gruppi locali e con i suoi oltre 5000 volontari è intervenuto in tutti i grandi eventi e le calamità in Italia: l'Anno santo del 1975, i terremoti del Belice (1968), del Friuli (1976), dell'Irpinia (1980), di Umbria e Marche (1997), il G7 di Napoli nel 1994, il giubileo del 2000 fino all'emergenza immigrazione a Lampedusa. Nelle ore seguenti al terremoto dell'Aquila del 2009 il Corpo intervenne con interventi di soccorso sanitario e ricerca dispersi con unità cinofile ed allestì le aree di accoglienza per la popolazione di Poggio di Roio e di San Felice d'Ocre, che avrebbe gestito fino alla chiusura. All'estero partecipò ai soccorsi per il terremoto del 2010 ad Haiti. Nel 2012 è intervenuto fin dalle prime ore nelle zone dell'Emilia colpite dal terremoto, partecipando, con la collaborazione del Corpo militare dell'ACISMOM, alla fase emergenziale ed in seguito alla gestione del campo di Bomporto. Archiviato il 19 agosto 2016 in Internet Archive. Il 24 agosto 2016 è intervenuto dalle primissime ore nei soccorsi alla popolazione di Amatrice (RI) gestendo tutte le attività di soccorso messe in atto nel Palasport del paese, unica struttura rimasta agibile dopo il sisma. Tra gli interventi più significativi l'impiego di unità cinofile di ricerca sulle macerie, l'ospitalità per oltre 190 sfollati, la distribuzione di farmaci e di generi di prima necessità (cibo, acqua, abiti) anche nelle frazioni limitrofe rimaste isolate a bordo di moto fuoristrada, la gestione di un ambulatorio medico e della farmacia, il supporto alle squadre USAR impiegate sulle macerie, il supporto alle funzioni del Centro Operativo Comunale prima ed all'Amministrazione comunale poi.
Le collaborazioni con Forze ed Istituzioni a livello nazionale quali il Ministero dell’interno, il Corpo delle capitanerie di porto-Guardia costiera, il Corpo forestale dello Stato, la Guardia di Finanza, il Corpo nazionale dei vigili del fuoco, la Marina Militare italiana così come le Regioni e numerosi Enti Locali, offrono al Corpo ed ai suoi volontari la possibilità di svolgere importanti servizi e di accrescere le proprie competenze operative attraverso percorsi formativi, convenzioni e protocolli operativi.
Le strutture del CISOM collaborano altresì con il posto fisso di primo soccorso presente in Piazza San Pietro.
Inoltre il corpo con il proprio personale effettua il servizio sanitario e di rappresentanza in caso di eventi e visite ufficiali presso la Villa del Priorato di Malta, il Palazzo Magistrale e la Casa dei Cavalieri di Rodi.
Una rappresentanza dei volontari del CISOM, riconoscibili dai caratteristici baschi rossi, sfila annualmente nel settore riservato al Corpo militare dell'ACISMOM in occasione delle celebrazioni del 2 giugno per la festa della Repubblica Italiana.
Nel 2020 per la celebrazione del 50º anniversario della fondazione del Corpo è stato emesso un francobollo dalle poste magistrali  stampato da Cartor Security Printing, La Loupe, Francia.
Il motto del Corpo è "Seduli in accurrendo, alacres in succurrendo" (Tempestivi nell'accorrere, efficaci nel soccorrere).

## Organizzazione
La Fondazione non persegue fini di lucro ed è amministrata da un Consiglio direttivo di cui sono membri, nominati dal Sovrano Consiglio del SMOM, il Presidente, il Vice Presidente, il Tesoriere e due Consiglieri. 
Gli uffici di Presidenza, Direzione Nazionale e Segreteria Centrale hanno sede nella Casa dei Cavalieri di Rodi in Piazza del Grillo a Roma. Nel 2011 diventa una Fondazione con finalità di protezione civile, sociale, sanitario assistenziale, umanitario e di cooperazione. È iscritto nell’elenco delle Organizzazioni di Volontariato presso il Dipartimento della Protezione Civile.
L'organizzazione territoriale Il CISOM nella tua città - Cisom prevede la suddivisione del territorio nazionale in Raggruppamenti almeno uno per regione,dai quali dipendono i Gruppi a livello locale.
Possono essere iscritti al Corpo come volontari effettivi, dopo un periodo di prova, tutti i cittadini italiani, uomini e donne, maggiorenni (o maggiori di anni 16 previo consenso dei genitori). Non è incompatibile l'iscrizione al Corpo, secondo le disposizioni di regolamento, per tutti i volontari che appartengono ad altri enti di volontariato iscritti anch'essi nei registri della Protezione civile nazionale e regionale, infatti si annoverano casi di volontari iscritti anche ad altre associazioni come: Croce Rossa Italiana, ANPAS, Associazione Carabinieri ecc.

## Attività

### Protezione civile e maxi emergenza sanitaria

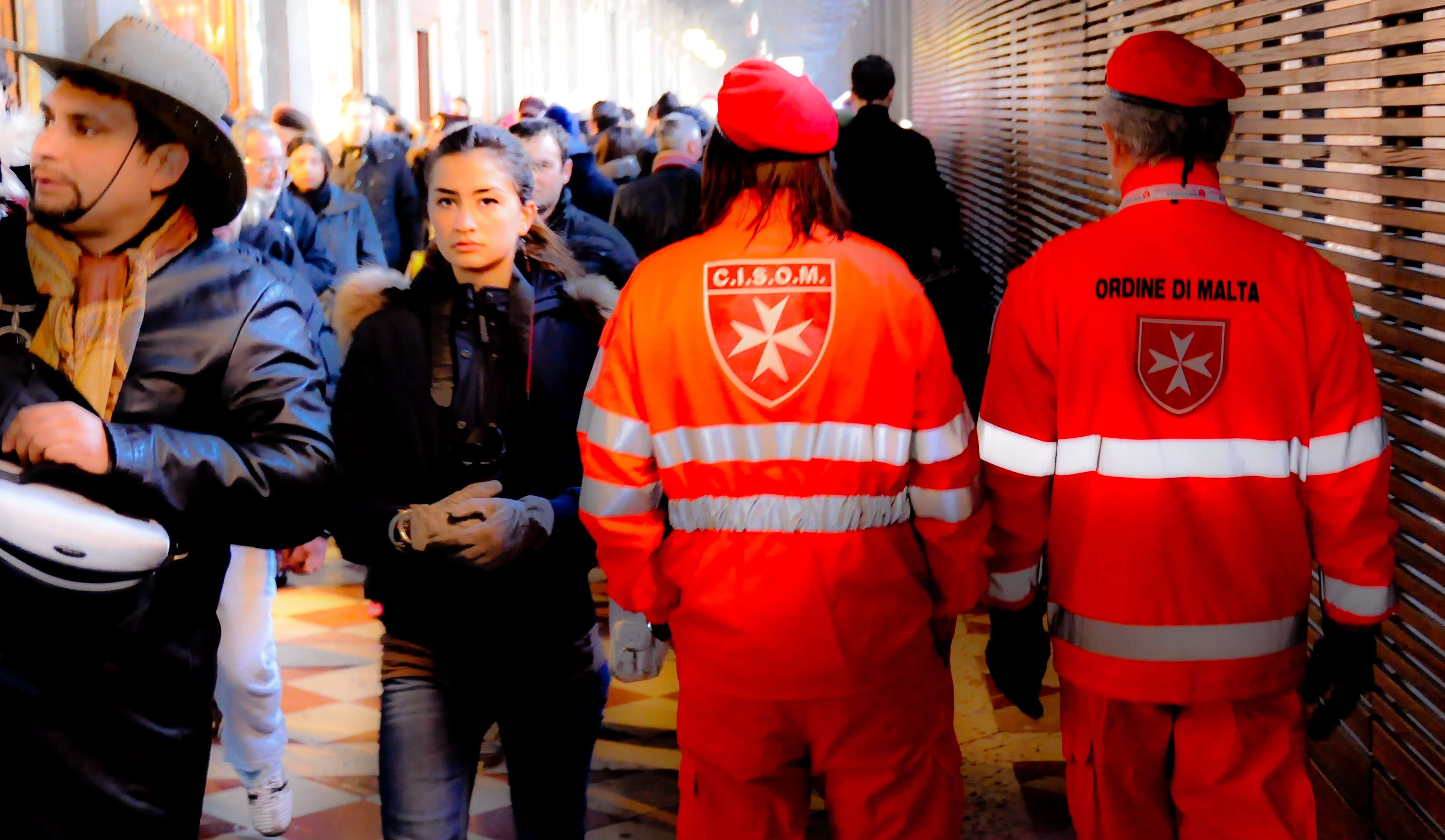
Volontari del CISOM

Il CISOM ha principalmente compiti di pronto soccorso sanitario, soccorso tecnico-logistico ed assistenza alla popolazione nell'ambito del sistema nazionale di protezione civile in caso di pubbliche calamità sul territorio italiano. La risposta ad esigenze emergenziali nazionali avviene attraverso la propria Colonna Mobile Nazionale composta di mezzi ed attrezzature sanitarie, logistiche e campali con cui riesce ad allestire entro 72 ore da un'eventuale emergenza due aree di accoglienza per una capacità totale di oltre 500 ospiti . Il CISOM organizza e gestisce autonomamente tutti i servizi di campi di accoglienza sia per quanto riguarda la logistica (vettovagliamento, attendamento, servizi igienici ecc.) che sotto il profilo sanitario con assistenza medica, psicologica e veterinaria.
Nel rispetto della sua vocazione sanitaria il Corpo è in grado di fornire, in caso di maxi emergenze sanitarie, numerosi dispositivi d'emergenza quali Posti Medici Avanzati di I° livello (PMA), ambulanze ed ambulatori mobili. Avvalendosi di volontari medici, infermieri, psicologi, farmacisti e soccorritori, il corpo svolge attività di supporto sanitario anche in convenzione con i servizi 118, di assistenza e protezione a manifestazioni, grandi eventi nonché servizi di trasporto di infermi e disabili. I volontari del CISOM costituiscono Sezioni specialistiche per garantire l'operatività e la formazione specialistica necessaria in qualsiasi momento sia richiesta. Tra le specialistiche si contano quattro sezioni nazionali di Valutazione e Pronto Impiego (VePI, nord-ovest, nord-est, centro e sud), una sezione nazionale Unità Sala Operativa Mobile (USOM), una sezione nazionale Cucine, quattro sezioni nazionali di logistica (per la gestione e la manutenzione dei mezzi e delle attrezzature della Colonna Mobile Nazionale), numerose sezioni per interventi in caso di dissesti idrogeologici, cinofile, antincendio boschivo (AIB), soccorso nautico e sezioni di volo.
In conformità allo spirito melitense, il Corpo fornisce costantemente assistenza ai pellegrinaggi organizzati dall'Ordine e ne sostiene le attività umanitarie con iniziative e raccolte fondi.
Promuove attività informative e formative rivolte ai propri aderenti e alla cittadinanza sui temi di protezione civile e primo soccorso partecipando alle principali attività nazionali tra cui le campagne "Io non rischio" e Archiviato il 18 luglio 2016 in Internet Archive..

### Sezioni specialistiche
Tra le sezioni specialistiche esistono anche l'Orchestra Nazionale del CISOM ed il gruppo sportivo "Fiamme bianche".

### Formazione ed addestramento
Le specifiche esigenze che caratterizzano le attività dei volontari di protezione civile sono necessità di intervento immediato anche in assenza di preliminare pianificazione e organizzazione di uomini, mezzi e logistica, improntata a carattere di immediatezza operativa.
Ferme restando le competenze delle amministrazioni locali in materia di formazione negli ambiti di protezione civile (amministrazioni regionali) e soccorso sanitario (servizi territoriali 118), in ottemperanza a quanto previsto dalla normativa vigente, il Corpo Italiano di Soccorso dell'Ordine di Malta ha provveduto ad elaborare un sistema formativo destinato al personale volontario suddiviso in livelli, settori e qualifiche in cui, sono indicati i livelli minimi di competenze richiesti per l'esecuzione delle attività operative indicate ed i percorsi formativi per raggiungere lo standard richiesto, con particolare riguardo alle strutture e le componenti della Colonna Mobile Nazionale in convenzione con il Dipartimento Nazionale della Protezione Civile.
La formazione di base in materia di protezione civile è erogata dalle strutture territoriali del CISOM secondo quanto previsto dal piano nazionale ovvero dalle amministrazioni locali e regionali competenti.
I moduli formativi previsti per i “volontari generici” sono obbligatori per tutti gli iscritti al CISOM.
I moduli formativi previsti per i “volontari specializzati” sono facoltativi ma obbligatoriamente propedeutici allo svolgimento delle mansioni specialistiche previste e ne è consentita la frequenza previo conseguimento dei moduli formativi dedicati ai “volontari generici”.
La formazione specialistica in materia di protezione civile è erogata dalle strutture nazionali del CISOM ovvero dal Dipartimento della Protezione Civile e dalle Regioni. Detti moduli formativi sono facoltativi ma obbligatoriamente propedeutici allo svolgimento delle mansioni specialistiche previste.
La formazione sanitaria di base e specialistica in materia di primo soccorso, soccorso avanzato e maxiemergenza sanitaria è erogata dalle strutture territoriali del CISOM sotto la supervisione del Centro Nazionale di Formazione Sanitaria ovvero dalle amministrazioni locali competenti. Detti moduli formativi sono facoltativi per i Gruppi che non svolgono attività sanitarie.
Il CISOM organizza e partecipa ad esercitazioni di protezione civile e maxiemergenza sanitaria a livello nazionale e locale, anche in concorso con altri enti ed associazioni.

### Attività socio assistenziali
Molti volontari del Corpo, tra le attività locali dei propri Gruppi di appartenenza, sono quotidianamente impegnati nelle attività per dare supporto e assistenza ai senza fissa dimora distribuendo coperte, bevande calde e generi di conforto. Ai Gruppi CISOM è affidato il servizio di accoglienza in caso di "emergenza freddo" che consiste nell'organizzazione, durante il periodo invernale, di ricoveri e dormitori nelle stazioni di metropolitane e ferroviarie: "Diamo assistenza medica per controlli e piccole medicazioni (sempre supportati da personale medico) e parliamo, ascoltiamo, ridiamo e stabiliamo delle relazioni umane con chi, mai per scelta, vive una condizione di estremo disagio e solitudine".

### Search and Rescue (SAR)

#### Nel Mar Mediterraneo
Il CISOM dal 2008 è parte attiva del salvataggio di vite umane nel Mar Mediterraneo ed in particolar modo nello Stretto di Sicilia con medici, infermieri e soccorritori specializzati presenti a bordo delle imbarcazioni della Guardia costiera, della Guardia di Finanza e della Marina Militare italiana impegnate nel soccorso ai migranti . Attualmente è in fase di svolgimento il Progetto “PASSIM- Prima assistenza sanitaria nelle operazioni si soccorso in mare”, finanziato con risorse del Fondo Asilo Immigrazione e Integrazione 2016-2021. La presenza di personale medico e paramedico CISOM per prestare assistenza sanitaria in mare a bordo dei dispositivi navali impiegati nelle operazioni di soccorso in occasione di eventi migratori, assicura interventi immediati e professionali anche in condizioni operative e meteo marine particolarmente difficili. L'attitudine al soccorso e gli specifici interventi in ambito maxi emergenziale hanno fatto sì che il CISOM divenisse un vero e proprio Corpo specializzato nel soccorso medico in mare .
Con l'impiego di 102 medici, 66 infermieri, 73 volontari e 12 logisti del CISOM, solo nel 2015 le attività SAR nel Canale di Sicilia a bordo delle Navi di Guardia costiera e Marina Militare hanno permesso di raggiungere i seguenti risultati: 491 operazioni di SAR, 53.712 migranti tratti in salvo, 800 terapie salvavita somministrate, 72 trasferimenti urgenti, 25 trasferimenti con elisoccorso.

#### Nel Mar Egeo
A seguito dell'intensificarsi dei flussi migratori tra la Turchia e la Grecia, il CISOM ha deciso di iniziare una nuova missione in supporto alla ONG maltese MOAS (Migrant Offshore Aid Station) al fine di soccorrere le persone che cercano di raggiungere l'Europa attraverso il Mar Egeo. Lo scopo della partnership, firmata il 19 dicembre 2015 tra CISOM e MOAS è stata quella di espandere la missione SAR oltre il Mediterraneo arrivando nelle acque dell'Egeo. Dopo anni di esperienza nel primo soccorso in mare, i team sanitari composti da medici e infermieri del CISOM, sono stati imbarcati su Nave Responder di MOAS, al fine di garantire alla ONG partner professionalità e competenze nel primo intervento sanitario, 24 h per un totale di 134 giorni, calcolati sino alla fine della missione che è terminata il 30 aprile 2016. Il CISOM ha inoltre provveduto alla fornitura dei materiali sanitari necessari, quali farmaci, kit di primo soccorso ed altri equipaggiamenti medicali fondamentali per l'allestimento e la gestione dell'infermeria di bordo.
I risultati dell'Aegean SAR Operations sono stati: 1154 migranti salvati, di cui 205 bambini, 30 operazioni SAR, 80 terapie salvavita somministrate  Archiviato il 19 agosto 2016 in Internet Archive..

### Isola dell'Asinara
In collaborazione con il comune di Porto Torres, l'area marina protetta dell'isola dell'Asinara, la Guardia costiera e la Asl Sassari 1, il CISOM garantisce dal 2012 un presidio medico volto a garantire un'adeguata assistenza sanitaria alla popolazione che, a qualsiasi titolo, transita o si trova sull'isola dell'Asinara. Il servizio, svolto da volontari medici, infermieri e soccorritori, è finalizzato ad assicurare un primo intervento sanitario ai numerosi visitatori dell'isola, la quale sebbene disabitata, durante il periodo estivo ha un numero di turisti che nel corso degli anni si è fatto via via sempre più elevato (da 70.000 presenze nel 2012 a circa 100.000 nel 2015) .

### ProgettoLjubljù
Ljubljù in bielorusso significa “ti voglio bene” ed il progetto nasce dalla volontà di aiutare i bambini provenienti dalle zone della Bielorussia contaminate dal terribile incidente nucleare di Chernobyl del 1986, dando loro l'opportunità di ridurre notevolmente la quantità di radioattività assorbita nell'organismo, grazie alla permanenza in un ambiente non contaminato e ad una alimentazione priva di radionuclidi. Il soggiorno dei bambini è organizzato per l'intero mese di agosto in strutture italiane vicine al mare per trarre i benefici derivanti dalla salubrità dell'aria. Durante la loro permanenza tutti i bambini vengono sottoposti ad esami medici ed accertamenti clinici per valutare attentamente e monitorizzare lo stato di salute, effettuando anche visite specialistiche con controlli endocrinologici, oculistici e odontoiatrici. Seguono inoltre lezioni di lingua italiana, corsi di nuoto, e altre attività didattiche, con visite guidate a luoghi di interesse storico-culturale, ludiche e ricreative  Archiviato il 19 agosto 2016 in Internet Archive..

### Campo Estivo Italia
Fra le numerose attività assistenziali c'è l'annuale appuntamento dedicato ai giovani disabili, organizzato dal CISOM e da tutte le realtà Italiane dell'Ordine di Malta. Un'attività che ogni estate impegna più di 120 tra ospiti, volontari logisti, cuochi e accompagnatori. Il Campo è una delle più concrete opportunità che viene offerta ai giovani per tenere vivi ed attualizzare i motivi per cui l'Ordine è stato fondato: assistere i più deboli giocando, divertendosi e facendosi vicini al loro difficile ma meraviglioso mondo. Il Campo Estivo Italia prende le mosse dal più ambizioso progetto dei campi Internazionali, per riunire giovani volontari e i partecipanti dai 18 ai 35 anni di tutta la penisola, contribuendo a formarli dal punto di vista spirituale, assistenziale e personale secondo il motto scelto ogni anno. Il Campo viene allestito da squadre logistiche del CISOM che intervengono al montaggio, allo smontaggio ed al mantenimento delle numerose strutture necessarie ed alla fornitura dei servizi fondamentali tra cui il vettovagliamento .

### Attività internazionali
I volontari del CISOM partecipano, nell'ambito del Malteser International (l'organizzazione internazionale dei vari corpi di soccorso nazionali dell'Ordine di Malta), alle missioni umanitarie dell'Ordine nelle zone di conflitto e nelle aree più depresse del mondo. Tramite la stessa organizzazione internazionale, il Corpo è intervenuto in occasione di grandi castrofi al di fuori dei confini nazionali.
Il CISOM partecipa altresì a progetti internazionali in collaborazione con il Dipartimento della Protezione civile e nell'ambito del Meccanismo europeo di Protezione civile ed in particolare nei progetti EVRECA e BEDRIN.

## Mezzi
Il parco mezzi del CISOM supera le 200 unità e spazia dalle ambulanze ai mezzi fuoristrada, agli autocarri, alle macchine movimento terra. Il corpo è dotato anche di un mezzo aereo per l'attività di avvistamento di incendi boschivi e di due motovedette per l'attività di soccorso in acqua.
La livrea d'ordinanza dei mezzi è bianca con fascia rossa e stemma del corpo  Archiviato il 17 agosto 2016 in Internet Archive.. Gli automezzi del corpo sono immatricolati con la targa SMOM rossa su fondo bianco, a differenza dei mezzi del governo dell'Ordine di Malta che montano le targhe del Corpo diplomatico (CD).

## Distintivi di funzione e qualifica

### Distintivi dal 2025
Nel 2025 a seguito delle riforme attuate all'interno del corpo, viene approvato dal consiglio direttivo il nuovo regolamento uniformi, sostituendo tutti i precedenti distintivi di qualifica.
| Qualifica | Distintivo |
| Dirigenti | Dirigenti  |
| --- | ---------- |
| Presidente |            |
| Vice Presidente |            |
| Membro del Consiglio Direttivo |            |
| Direttore Nazionale |            |
| Vice Direttore Nazionale |            |
| Capo Area Assistente Spirituale Nazionale Ispettore Nazionale Direttore Sanitario Nazionale Dirigente/Incarico Dirigenziale                                         |            |
| Direttivi |            |
| Responsabile Nazionale Responsabile di Sezione Nazionale Vice Direttore Sanitario Nazionale Referente Nazionale per la salute e la sicurezza dei volontari Quadro G |            |
| Capo Raggruppamento Viceresponsabile Nazionale Quadro F |            |
| Responsabile Sala operativa di Area Vice Capo Raggruppamento Cappellano di Raggruppamento Impiegato E                                                               |            |
| Funzionari |            |
| Responsabile Sanitario di Raggruppamento Responsabile Formazione di Raggruppamento Responsabile Sala Operativa di Raggruppamento Capo Gruppo Impiegato D            |            |
| Vicecapo Gruppo Assistente Spirituale di Gruppo Responsabile Sanitario di Gruppo Impiegato C                                                                        |            |
| Segretario di Gruppo Tesoriere di Gruppo Impiegato B |            |
| Personale Specialistico |            |
| Capo Nucleo Specialistico Nazionale Capo Distaccamento Impiegato A                                                                                                  |            |
| Vicecapo Nucleo Specialistico Nazionale Vice Capo Distaccamento |            |
| Volontario Nucleo Specialistico Nazionale |            |
| Personale Qualificato e Non Qualificato |            |
| Capo Squadra Specialistica di Gruppo |            |
| Vice Capo Squadra Specialistica di Gruppo |            |
| Capo Squadra di Gruppo |            |
| Volontario Effettivo |            |
| Volontario Aspirante |            |

### Distintivi fino al 2025
| Protezione Civile                                                     | Soccorso Sanitario                                                        | Soccorso Sanitario                                                  | Soccorso Sanitario                                        | Soccorso Sanitario                                                   | Soccorso Sanitario                                                    | Cappellani del corpo                    |
| Protezione Civile                                                     | Infermieri                                                                | Psicologi                                                           | Medici e Soccorritori e Tecnici                           | Farmacisti                                                           | Veterinari                                                            | Cappellani del corpo                    |
| Direttivi e Dirigenti                                                 | Direttivi e Dirigenti                                                     | Direttivi e Dirigenti                                               | Direttivi e Dirigenti                                     | Direttivi e Dirigenti                                                | Direttivi e Dirigenti                                                 | Direttivi e Dirigenti                   |
| --------------------------------------------------------------------- | ------------------------------------------------------------------------- | ------------------------------------------------------------------- | --------------------------------------------------------- | -------------------------------------------------------------------- | --------------------------------------------------------------------- | --------------------------------------- |
| Direttore Nazionale                                                   |                                                                           |                                                                     |                                                           |                                                                      |                                                                       |                                         |
| Vice Direttore Nazionale                                              | Responsabile Sanitario Nazionale                                          | Responsabile Sanitario Nazionale                                    | Responsabile Sanitario Nazionale                          | Responsabile Sanitario Nazionale                                     | Responsabile Sanitario Nazionale                                      | Assistente Spirituale Nazionale         |
| Capo Raggruppamento                                                   | Coordinatore Nazionale Infermieri                                         | Coordinatore Nazionale Psicologi                                    | Assistente alla Sanità                                    | Assistente alla Sanità                                               | Assistente alla Sanità                                                | Non previsto                            |
| Capo Gruppo                                                           | Responsabile Sanitario di Raggruppamento                                  | Responsabile Sanitario di Raggruppamento                            | Responsabile Sanitario di Raggruppamento                  | Responsabile Sanitario di Raggruppamento                             | Responsabile Sanitario di Raggruppamento                              | Assistente Spirituale di Raggruppamento |
| Vice Capo Gruppo                                                      | Responsabile Sanitario di Gruppo                                          | Responsabile Sanitario di Gruppo                                    | Responsabile Sanitario di Gruppo                          | Responsabile Sanitario di Gruppo                                     | Responsabile Sanitario di Gruppo                                      | Assistente Spirituale di Gruppo         |
| Personale Specializzato                                               |                                                                           |                                                                     |                                                           |                                                                      |                                                                       |                                         |
| Non previsto                                                          | Personale infermieristico con dottorato di ricerca o master di 2º livello | Personale psicologo con dottorato di ricerca o master di 2º livello | Personale con dottorato di ricerca o master di 2º livello | Personale farmacista con dottorato di ricerca o master di 2º livello | Personale veterinario con dottorato di ricerca o master di 2º livello | Non previsto                            |
| Non previsto                                                          | Personale infermieristico con laurea specialistica                        | Personale psicologo con laurea specialistica                        | Personale con laurea specialistica                        | Personale farmacista con laurea specialistica                        | Personale veterinario con laurea specialistica                        | Non previsto                            |
| Non previsto                                                          | Personale infermieristico con laurea triennale                            | Personale psicologo con laurea triennale                            | Personale con laurea triennale                            | Personale con laurea triennale                                       | Personale con laurea triennale                                        | Non previsto                            |
| Personale Qualificato e Non Qualificato                               |                                                                           |                                                                     |                                                           |                                                                      |                                                                       |                                         |
| Capo Squadra                                                          | Personale abilitato al servizio 118                                       | Personale abilitato al servizio 118                                 | Personale abilitato al servizio 118                       | Personale abilitato al servizio 118                                  | Personale abilitato al servizio 118                                   | Non previsto                            |
| Personale Specialista                                                 | Personale di 3º livello (abilitazione BLSD+PBLSD e PHTC)                  | Personale di 3º livello (abilitazione BLSD+PBLSD e PHTC)            | Personale di 3º livello (abilitazione BLSD+PBLSD e PHTC)  | Personale di 3º livello (abilitazione BLSD+PBLSD e PHTC)             | Personale di 3º livello (abilitazione BLSD+PBLSD e PHTC)              | Non previsto                            |
| Personale di 2º livello (corso di P.C. o specialistico di 2º livello) | Personale di 2º livello (abilitazione BLSD+PBLSD)                         | Personale di 2º livello (abilitazione BLSD+PBLSD)                   | Personale di 2º livello (abilitazione BLSD+PBLSD)         | Personale di 2º livello (abilitazione BLSD+PBLSD)                    | Personale di 2º livello (abilitazione BLSD+PBLSD)                     | Non previsto                            |
| Personale di 1º livello (Corso base di P.C.)                          | Personale di 1º livello (Corso base)                                      | Personale di 1º livello (Corso base)                                | Personale di 1º livello (Corso base)                      | Personale di 1º livello (Corso base)                                 | Personale di 1º livello (Corso base)                                  | Non previsto                            |
| Personale non qualificato                                             | Personale non qualificato                                                 | Personale non qualificato                                           | Personale non qualificato                                 | Personale non qualificato                                            | Personale non qualificato                                             | Non previsto                            |

## Direttori nazionali
- colonnello (CC) Enrico Basignani (1970-1986)
- generale di corpo d'armata (CC) Igino Missori (1986-2002)
- Guglielmo Guidobono Cavalchini Garofoli (2002-2007)
- dott. Mauro Casinghini (2007-2018)
- avv. Francesco Giuseppe Bettiol (vice direttore f.f. 2018-2019)
- dott. Giovanni Strazzullo (2019-2023)
- dott. Luigi Di Iorio (dal 2023)[11]